# Stobbe Ferenc
Stobbe Ferenc (1864. december 1. – Budapest, 1916. szeptember 24.) magyar nemzeti játékvezető, építész, labdarúgó, sportvezető, a Sportvilág főszerkesztője (1897– 1898), a magyar labdarúgó-válogatott szövetségi kapitánya (1904–05, 1907–08). Beceneve: a Mister.

## Pályafutása
Stobbe Nándor és Meczner Krisztina fiaként született.
A labdarúgást Magyarországon Ray Ferenccel együtt ismertették meg a Budapesti Torna Club (BTC) tagjaival. A BTC csapat kapusaként és mindeneseként hirdette az új játék népszerűségét. Ray Ferenc volt az, aki Svájcból az 1896-os karácsonyi vakációra egy igazi angol labdát, egy „kerek bőrt" hozott. A magyarországi labdarúgás egyik atyja, aki saját költségén szerzett be eszközöket (bőrlabdát, mezeket), szervezett csapatokat és mérkőzéseket. Az egyik alapítója, megszervezője volt a BTC-nek. Visszaemlékezések szerint 1896. november 28-án a BTC tornatermében ő tartotta az első edzést, és a labdarúgás szabályait is ő fordította le angolról. 1897. május 9-én az első nyilvános labdarúgó-mérkőzést ő rendezte, melyet a BTC két csapata vívott.A mérkőzésen jobbszélsőt játszott. Az 1897. május 10-ei Vienna Crickett and Football Club elleni első nemzetközi mérkőzésen kapusként játszott a BTC csapatában.
A Magyar Labdarúgó-szövetség 1901-ben rendezte az első bajnokságot. A legelső játékvezetők egyike, akik „úttörő” munkájukkal segítették a labdarúgás népszerűsítését. 1897–1904 között a labdarúgás oktatása, sportvezetői tevékenysége mellett még bíró is volt. Kezdetben még nem kellett vizsgát tenni, egyszerűen szeretni kellett a játékot, vállalni a mérkőzés vezetésének nehézségeit. Maguk a csapatok kérték fel az általuk ismert, elfogadott személyt, hogy mérkőzésüket, az általa ismert szabályok értelmében vezesse le. 1901-től a Bíró Bizottság előtt kellett a szabályokból vizsgát tenni. A  Bíró Bizottság javaslatára előbb NB II-es, 1904-től NB I-es bíró. A nemzeti játékvezetéstől 1904-ben visszavonult. NB I-es mérkőzéseinek száma: 2.
| Időpont           | Helyszín                      | Mérkőzés típusa          | Mérkőzés                     | Eredmény | Nézők száma |
| ----------------- | ----------------------------- | ------------------------ | ---------------------------- | -------- | ----------- |
| 1904. április 17. | Soroksári úti pálya, Budapest | első NB I-es mérkőzése   | FTC–MÚE                      | 1 – 0    | Zárt kapus  |
| 1904. november 6. | Lehel úti pálya, Budapest     | utolsó NB I-es mérkőzése | Fővárosi TC– Ferencvárosi TC | 2 – 5    | Zárt kapus  |

Mielőtt az MLSZ megindította volna a nemzetek közötti mérkőzéseket, több alkalmi mérkőzést játszott a magyar válogatott. Először nem volt szövetségi kapitány, még válogató bizottság sem, a kiküldöttek tanácsa állította össze a csapatot. A rendszeres nemzetközi mérkőzéseknél már nehézkesnek bizonyult a szavazás, mert nem a legjobbakat hozta össze a csapatba. A bizottsági válogatók mellé kapitányt választottak, aki intézte a kijelölt csapat sorsát. Tárgyilagosság hiányában a válogató bizottság megszűnt, ezért a legjobbnak tartott szakemberre bízták a válogatást, ő lett a szövetségi kapitány. A szövetségen belüli – hatalmi – irányvonalaknak köszönhetően egy-egy vereség után a válogató bizottság vissza-vissza tért.
1904–1906, majd 1907–1908 között a magyar labdarúgó-válogatott szövetségi kapitánya volt. 9 mérkőzésen az általa irányított csapat 3 győzelmet szerzett, egyszer döntetlent játszott, ötször vereséget szenvedett. Kapitányságának utolsó mérkőzésén Angliától kapott ki 7:0-ra Budapesten.
1907-ben 10 esztendős fönnállását ünnepelte a magyar futball. Az MLSZ rendkívüli közgyűlésén Kárpáti Béla elnök Iszer Károly, Ray Ferenc és Stobbe Ferenc nevét - a magyar futballsport megalapítása körül szerzett érdemeikért - jegyzőkönyvben örökítette meg. A szövetségi kapitányi pozícióról való lemondása után örökös tiszteletbeli szövetségi kapitánnyá választotta a szakma. A jubileumi díszközgyűlésén Kárpáti Bélának, Iszer Károlynak, Horváth Ferenc a labdarúgásban kifejtett munkájuk elismeréseként márványtáblát ajándékozott, Stobbe Ferenc képét megfestette a tanácsterem részére, Ray Ferencnek pedig emlékérmet adományozott. 1923-ban az MLSZ leleplezte Kárpáti Béla és Stobbe Ferenc síremlékét.

## Statisztika

### Mérkőzései szövetségi kapitányként
Nem hivatalos időszak
| Magyarország | Magyarország      | Magyarország               | Magyarország | Magyarország | Magyarország     | Magyarország | Magyarország | Magyarország |
| #            | Dátum             | Helyszín                   | Hazai        | Eredmény     | Vendég           | Kiírás       | Gólok        | Esemény      |
| ------------ | ----------------- | -------------------------- | ------------ | ------------ | ---------------- | ------------ | ------------ | ------------ |
|              | 1901. április 11. | Budapest, Millenáris-pálya | Magyarország | 0 – 4        | Richmond AFC     | barátságos   | -            |              |
|              | 1901. április 12. | Budapest, Millenáris-pálya | Magyarország | 1 – 5        | Surrey Wanderers | barátságos   | -            |              |
|              | 1901. április 13. | Budapest, Millenáris-pálya | Magyarország | 1 – 6        | Surrey Wanderers | barátságos   | -            |              |
|              | Összesen          |                            |              | -            | mérkőzés         |              | -            | gól          |

Első időszak
| Magyarország | Magyarország     | Magyarország               | Magyarország | Magyarország | Magyarország | Magyarország | Magyarország | Magyarország |
| #            | Dátum            | Helyszín                   | Hazai        | Eredmény     | Vendég       | Kiírás       | Gólok        | Esemény      |
| ------------ | ---------------- | -------------------------- | ------------ | ------------ | ------------ | ------------ | ------------ | ------------ |
| 1.           | 1904. október 9. | Bécs, Cricketer-pálya      | Ausztria     | 5 – 4        | Magyarország | barátságos   | -            |              |
| 2.           | 1905. április 9. | Budapest, Millenáris-pálya | Magyarország | 0 – 0        | Ausztria     | barátságos   | -            |              |
|              | Összesen         |                            |              | -            | mérkőzés     |              | -            | gól          |

Második időszak
| Magyarország | Magyarország      | Magyarország               | Magyarország | Magyarország | Magyarország | Magyarország | Magyarország | Magyarország |
| #            | Dátum             | Helyszín                   | Hazai        | Eredmény     | Vendég       | Kiírás       | Gólok        | Esemény      |
| ------------ | ----------------- | -------------------------- | ------------ | ------------ | ------------ | ------------ | ------------ | ------------ |
| 3.           | 1907. április 7.  | Budapest, Millenáris-pálya | Magyarország | 5 – 2        | Csehország   | barátságos   | -            |              |
| 4.           | 1907. május 5.    | Bécs, Rapid-pálya          | Ausztria     | 3 – 1        | Magyarország | barátságos   | -            |              |
| 5.           | 1907. október 6.  | Prága, Slavia-stadion      | Csehország   | 5 – 3        | Magyarország | barátságos   | -            |              |
| 6.           | 1907. november 3. | Budapest, Millenáris-pálya | Magyarország | 4 – 1        | Ausztria     | barátságos   | -            |              |
| 7.           | 1908. április 5.  | Budapest, Millenáris-pálya | Magyarország | 5 – 2        | Csehország   | barátságos   | -            |              |
| 8.           | 1908. május 3.    | Bécs, Hohe Warte           | Ausztria     | 4 – 0        | Magyarország | barátságos   | -            |              |
| 9.           | 1908. június 10.  | Budapest, Millenáris-pálya | Magyarország | 0 – 7        | Anglia       | barátságos   | -            |              |
|              | Összesen          |                            |              | -            | mérkőzés     |              | -            | gól          |